# Mã Nhĩ Hồn
Mã Nhĩ Hồn (Phồn thể: 瑪爾琿, Giản thể: 玛尔珲 1663 – 1709), Ái Tân Giác La, là một Tông thất của nhà Thanh trong lịch sử Trung Quốc.

## Cuộc đời
Mã Nhĩ Hồn sinh vào giờ Sửu, ngày 29 tháng 11 (âm lịch) năm Khang Hi thứ 2 (1663), trong gia tộc Ái Tân Giác La. Ông là con trai thứ mười lăm của An Quận vương Nhạc Lạc, mẹ ông là Tam Kế Phúc tấn Hách Xá Lý thị. Năm Khang Hi thứ 16 (1677), ông được phong làm An vương phủ Thế tử. Năm thứ 28 (1689), tháng 2, phụ thân ông qua đời, ông được tập tước An Thân vương đời thứ 3, nhưng An vương phủ không phải thừa kế võng thế, nên ông chỉ được phong làm An Quận vương (安郡王). Năm thứ 40 (1701), tháng giêng, chưởng quản sự vụ của Tông Nhân phủ. Năm thứ 48 (1709), ngày 11 tháng 11 (âm lịch), ông qua đời, thọ 47 tuổi, được truy thụy An Ý Quận vương (安愨郡王).

## Gia quyến

### Thê thiếp
- Nguyên phối: Bác Nhĩ Tế Cát Đặc thị, con gái của Khoa Nhĩ Thấm Trát Lý Khắc Đồ Thân vương Ngạc Tề Nhĩ (鄂齊爾) – cháu nội của Ngô Khắc Thiện (乌克善).
- Kế thất: Đông Giai thị, con gái của Nội đại thần Đông Quốc Cương (佟國綱) – anh trai của Hiếu Khang Chương Hoàng hậu.
- Thứ Phúc tấn:
  - Tang thị (臧氏), con gái của Tang Minh Chấp (臧明執).
  - Y Nhĩ Căn Giác La thị (伊爾根覺羅氏), con gái của Hộ quân Ngang Cát Lễ (昂吉禮).
  - Nạp Lan thị (納喇氏), con gái của Sát Cáp Lạp (察哈拉).
  - Mạnh thị (孟氏), con gái của Mạnh Lục (孟六).
  - Quách thị (郭氏), con gái của Quách Trọng Cử (郭仲舉).

### Hậu duệ
1. Bát Nhĩ Đôn (博爾敦; 1685 – 1691), mẹ là Thứ Phúc tấn Mạnh thị. Chết yểu.
2. Hoa Di (華玘; 1685 – 1719), mẹ là Kế Phúc tấn Đông Giai thị. Năm 1709 được tập tước An Thân vương và được phong làm An Quận vương. Sau khi qua đời được truy thụy An Tiết Quận vương (安節郡王). Có hai con trai.
3. Hoa Bân (華彬; 1686 – 1735), mẹ là Thứ Phúc tấn Tang thị. Năm 1705 được phong làm Phụng ân Tướng quân (奉恩將軍). Năm 1733 bị đoạt tước. Có sáu con trai.
4. Diên Minh (延明; 1708 – 1709), mẹ là Thứ Phúc tấn Quách thị. Chết yểu.